# Cheikh Ndoye (football, 1986)
Pour les articles homonymes, voir Ndoye.
Ne doit pas être confondu avec Cheikh Ndoye (football, 1992).
Cheikh Ndoye, né le 29 mars 1986 à Rufisque, est un footballeur international sénégalais qui évolue au poste de milieu de terrain à l'AS Cannes.

## Biographie

### Carrière en club

#### Arrivée en France
Formé à Yakaar, il rejoint l'Angleterre et Stoke City avant un passage en Arabie saoudite. Après un retour au Sénégal, Cheikh Ndoye débarque en France avec le SAS Épinal, alors en CFA, lors de la saison 2009-2010. Pour sa première saison pleine dans les Vosges, il est un des acteurs majeurs de la montée en National, inscrivant 11 buts en 30 rencontres de championnats. Il dispute son premier match à cet échelon le 6 août 2011 contre Colmar gagné 3-0. Il enchaîne par la suite deux matchs consécutifs où il marque un but. Lui et son équipe réalisent une très bonne saison, terminée à la cinquième position. Ndoye y marque 4 buts en 35 matchs. Pendant le mercato estival de 2012, il décide de s'en aller, et signe à l'US Créteil, également en National. Il totalise 79 matchs pour 16 buts avec le SAS Épinal.

#### Créteil
Ndoye joue son premier match avec sa nouvelle équipe contre le CA Bastia, lors d'une victoire 2-0. Son premier but avec son nouveau club fut contre Cherbourg. Sa première saison à l'US Créteil est une réussite, avec 11 buts dont un doublé contre l'US Quevilly, et se conclut par une montée en Ligue 2. Il réalise ses grands débuts en Ligue 2 le 2 août 2013 contre le Nîmes Olympique. Le 9 août 2013, il inscrit son premier doublé en professionnel contre le FC Metz donnant ainsi la victoire à son équipe cristolienne. Il marque son second doublé de la saison contre le RC Lens lors d'une défaite 2-3. Ses bonnes performances lui valent une sélection avec le Sénégal. Cheikh Ndoye réalise une nouvelle saison convaincante avec Créteil en inscrivant 10 buts. Le sénégalais attise donc la convoitise de plusieurs clubs de Ligue 1. À en croire L’Équipe, Reims et Montpellier seraient intéressés par le milieu de terrain.
Toutefois, la question est de savoir s’il voudra partir. Il déclare alors : « Je suis bien ici et nous avons un bon groupe. Rien n’est impossible, surtout si le projet sportif nous permet de viser plus haut l’an prochain ».
Il débute bel et bien la saison 2014-2015 avec Créteil malgré toutes les rumeurs[réf. nécessaire] du départ de l'international sénégalais et fait preuve de régularité avec de bonnes performances. Il devient indispensable au club et en est même le meilleur buteur malgré son positionnement plutôt bas sur le terrain. Au terme de sa troisième saison avec l'US Créteil, il est l'auteur de 11 buts en 37 matchs en ligue 2, le club se classe quatorzième, il termine onzième meilleur buteur et fait partie de l'équipe type du championnat aux Trophées UNFP. 

#### Angers SCO
Courtisé par plusieurs clubs de Ligue 1 à l'issue de la saison 2014-2015, Cheikh Ndoye s'engage finalement le 23 juin 2015 pour deux saisons avec le Angers SCO, promu en Ligue 1. Il en est le capitaine pendant les deux saisons suivantes (2015-2016 et 2016-2017). Il marque son premier doublé avec le club angevin à l'occasion d'un match de Ligue 1 contre le Gazélec Ajaccio. Il récidive en marquant un nouveau doublé à l'occasion d'un déplacement sur le terrain de l'Olympique lyonnais lors la 17e journée et offre alors la victoire à son équipe 0-2. Lors de la 23e journée à domicile contre Monaco, il réalise son troisième doublé de sa saison offrant la victoire au SCO Angers par 3-0.

#### Birmingham City
Le 14 juillet 2017, il rejoint Birmingham City, 19e au terme de la saison 2016-2017 de Championship. Sauvé de la relégation par Harry Redknapp, le manager anglais mène une ambitieuse politique de recrutement lors de l'été 2017 dont Ndoye fait partie. Quatorze éléments sont recrutés dont, notamment, le français Maxime Colin, Harlee Dean et Jota, ce dernier devenant le transfert le plus onéreux de l'histoire du club avec une indemnité de plus de 6 millions de livres. Néanmoins, la mayonnaise ne prend pas avec seulement deux victoires sur les mois d'août et septembre pour 2 nuls et 7 défaites. Une série de mauvais résultats fatale à Redknapp, mis à la porte dès le 16 septembre. Financièrement, le club paye cher son instabilité avec la succession de trois managers sur l'année civile 2017. Ayant dépassé les règles du fair-play financier mis en place par la Football League qui limite les pertes des clubs à 39M£ sur trois saisons, Birmingham City se retrouve sous « embargo » lors de la fenêtre estivale du mercato 2018 avec l'obligation d'assainir ses comptes. Malgré ses 37 apparitions en championnat, pour 28 titularisations, qui en fait un des dix éléments avec le plus de temps de jeu de l'effectif, le club se sépare du Sénégalais pour obtenir plus de liberté financière face aux restrictions imposées par la Ligue.

#### Retour à Angers
Le 15 août 2018, il revient au Angers SCO. Il contribue de nouveau au maintien du club angevin, débutant 26 rencontres pour 27 apparitions en Ligue 1. Sa saison prend fin prématurément, le sénégalais étant victime d'une rupture du ligament croisé du genou le 26 mars lors d'une rencontre avec sa sélection nationale face au Mali. Pensant avoir un protocole d’accord autour d'une prolongation de deux ans à la suite de son retour en prêt à condition qu'il soit apte, le SCO fait finalement savoir en novembre 2019 que le dossier de son capitaine « n’est pas d’actualité ».

#### Red Star FC
Le 6 octobre 2020, il signe un contrat d'un an avec une année supplémentaire en cas de (re) montée en Ligue 2 avec le Red Star.
Avec le Red Star, il est nommé en mai 2021 dans le Onze type du Championnat National par la FFF.

### Carrière internationale
Le 31 mai 2014, il connaît sa première sélection avec le Sénégal contre la Colombie. Et pour sa première titularisation, il marque le deuxième but du match permettant au Sénégal d'égaliser et de revenir à 2-2. Le 5 septembre 2015, face à la Namibie il dispute ses premières minutes en compétition officielle, avec à la clé, une passe décisive pour Cheikhou Kouyaté. Il est de nouveau convoqué avec le Sénégal lors de la trêve internationale. Il se contentera de quelques minutes dans chaque match.
En mai 2018, il est sélectionné par Aliou Cissé pour participer à la Coupe du Monde 2018. Lors de ce tournoi, Il n'entre en jeu que lors d'un seul match, celui face au Japon, en remplaçant Badou N'Diaye. Lors de ce match, il écope d'un carton jaune. Ce carton contribuera à l'élimination du Sénégal qui, à égalité avec le Japon au classement, sera éliminé sur le critère du fair-play.

## Palmarès

### En club
| Créteil-Lusitanos (1) - National (1) : - Champion : 2013 Red Star FC (1) - National (1) : - Champion : 2024 SCO Angers - Coupe de France - Finaliste : 2017 |